# John Field-Richards
John Charles Field-Richards (Penzance, Cornualla, 10 de maig de 1878 – Christchurch, Hampshire, 18 d'abril de 1959) va ser un oficial de l'Exèrcit britànic i un esportista anglès que disputà els Jocs Olímpics de Londres de 1908. En ells guanyà dues medalles d'or en la competició de motonàutica, en la Classe B i Classe C, formant part de la tripulació del Gyrinus junt a Bernard Boverton Redwood i Isaac Thomas Thornycroft.
El 19 de maig de 1900 s'incorporà, com a sotstinent, al Regiment Hampshire, i el 10 de gener de 1902 fou ascendit a tinent.